# Verlag Emil Roth (Stuttgart)
Der Verlag Emil Roth in Stuttgart war auf lithographierte Bilderbogen spezialisiert.

## Geschichte
Der Verlag Emil Roth in Stuttgart existierte nur kurze Zeit. Er wurde am 1. März 1875 gegründet und schon 1877 wieder aufgelöst. In der kurzen Zeit seines Bestehens produzierte er Modellierbogen, Kindertheaterbogen, Soldaten- und Genrebogen sowie Ankleidepuppen. Die Bilder wurden als Feder- und Kreidelithographien mit schwarzer Farbe von Stein gedruckt. Anschließend wurden sie mit Hilfe von Schablonen koloriert. Die Zeichnungen, die der Verlag verwendete, waren lebendig und detailreich, auch beim Kolorieren wurde große Sorgfalt angewandt. Mindestens 22 Titel auf 31 Bogen, jeweils im Format 36 auf 43 cm, wurden gedruckt, darunter zahlreiche Architekturbogen. Der Nummerierung der Bogen nach müssten aber eigentlich mehr Motive auf dem Markt gewesen sein.
1877 übernahm der Schreiber-Verlag sowohl die Steine als auch die Schablonen des Verlags Emil Roth und verwendete sie weiter – sie bildeten den Grundstock von Schreibers Bilderbogenproduktion. Die Rothsche Bogenproduktion befindet sich mittlerweile in der Abteilung Volkskunde des Württembergischen Landesmuseums Stuttgart.

## Titel
- Nr. 1: Gefechts- oder Übungsplatz
- Nr. 2: Preußische Belagerungsbatterie
- Nr. 3: Bahnhof
- Nr. 4: Lager
- Nr. 5: Andreas Hofers Haus in Tirol
- Nr. 6: Kirche
- Nr. 7: Palais
- Nr. 8: unbekannt
- Nr. 9: Wassermühle
- Nr. 10: Königsbau in Stuttgart (1)
- Nr. 11: Königsbau in Stuttgart (2)
- Nr. 12: Königsbau in Stuttgart (3)
- Nr. 13: unbekannt
- Nr. 14: Schweizerhaus
- Nr. 15: unbekannt
- Nr. 16: unbekannt
- Nr. 17: unbekannt
- Nr. 18: Fischerhütte
- Nr. 19: Luther-Denkmal in Worms (1)
- Nr. 20: Luther-Denkmal in Worms (2)
- Nr. 21: Lichtenstein
- Nr. 22: Burg
- Nr. 23: Festung (1)
- Nr. 24: Festung (2)
- Nr. 25–30: unbekannt
- Nr. 31: Königliche Villa bei Stuttgart (1)
- Nr. 32: Königliche Villa bei Stuttgart (2)
- Nr. 33: Schäferei
- Nr. 34: Theater
- Nr. 35: Jagdschloss (1)
- Nr. 36: Jagdschloss (2)
- Nr. 37: Ritterburg (1)
- Nr. 38: Ritterburg (2)
- Nr. 39: Schweizerhaus (1)
- Nr. 40: Schweizerhaus (2)
- Nr. 41: Johanneskirche Stuttgart (1)
- Nr. 42: Johanneskirche Stuttgart (2)
- Nr. 43–44: unbekannt